# Фредерік Вайн
Фредерік Джон Вайн (17 червня 1939 — 21 червня 2024) — англійський морський геолог і геофізик. Він зробив ключовий внесок у теорію тектоніки плит, допомагаючи показати, що морське дно поширюється від хребтів середнього океану із симетричним малюнком магнітних розворотів у базальтових породах по обидва боки.

## Раннє життя
Фредерік Вайн народився в Чизіку, Лондон, і здобув освіту в Латимерській вищій школі та коледжі Сент-Джонс, Кембридж, де вивчав природничі науки та морську геофізику.

## Тектонічні плити
Вайн захистив дисертацію на тему «Магнетизм на морському дні» під керівництвом Драмонда Метьюза. Познайомившись з Гаррі Гейсом, він усвідомлював розширення морського дна, де дно океану виконує роль «конвеєра», що відходить від центрального хребта.  Робота Вайна разом із Драмондом Меттьюзом та Лоуренсом Морлі з Геологічної служби допомогла визначити варіації магнітних властивостей океанічної кори, які зараз відомі як гіпотеза Вайн — Метьюз — Морлі. Зокрема, вони підтримали ідею про те, що розповсюдження морського дна відбувається в середині океанічних хребтів. Вайн і Метьюз показали, що базальт, створений на хребті середнього океану, фіксує полярність і силу поточного магнітного поля Землі, перетворюючи, теоретичну стрічку в «магнітофон». Крім того, вони показали, що магнітні розвороти, «застиглі» в цих гірських породах, як припускає Аллан Кокс, можна розглядати як паралельні смуги, які віддаляються перпендикулярно від хребта.

## Академічні здобутки
Джон Вайн працював з Е.Мурсом над офіолітом у горах Троодос на півдні Кіпру. Він працював з Р. Лівермором та А. Смітом над історією магнітного поля Землі. Він працював з електропровідністю гірських порід з нижньої континентальної кори з Р. Россом та П. Гловером.
У 1967 році Вайн став доцентом кафедри геології та геофізики в Принстонському університеті. У 1970 році він перейшов до Школи екологічних наук Університету Східної Англії, ставши там професором у 1974 році. Був деканом 1977—1980 рр та знову з 1993—1998 рр. Після 1998 року він був професором Університету Східної Англії, а потім у 2008 році він став там заслуженим професором.

## Відзнаки
- Медаль Артура Луїса в 1968 р.
- Медаль Бігелоу з океанографічного інституту Вудса Хоула в 1970 р.

- Медаль Бігзбі з Лондонського геологічного товариства в 1971 р.
- Медаль Чепмена з Королівського астрономічного товариства 1973 р.
- Відзнака Королівського товариства в березні 1974 р.
- Премія Едварда Епплтона і приз в Інституті фізики 1977 р.
- Медаль Г'юза з Королівського товариства 1982 р.
- Міжнародна премія Бальцана 1981 р.
- Медаль з Лондонського геологічного товариства в 2007 р.